# Bonlieu

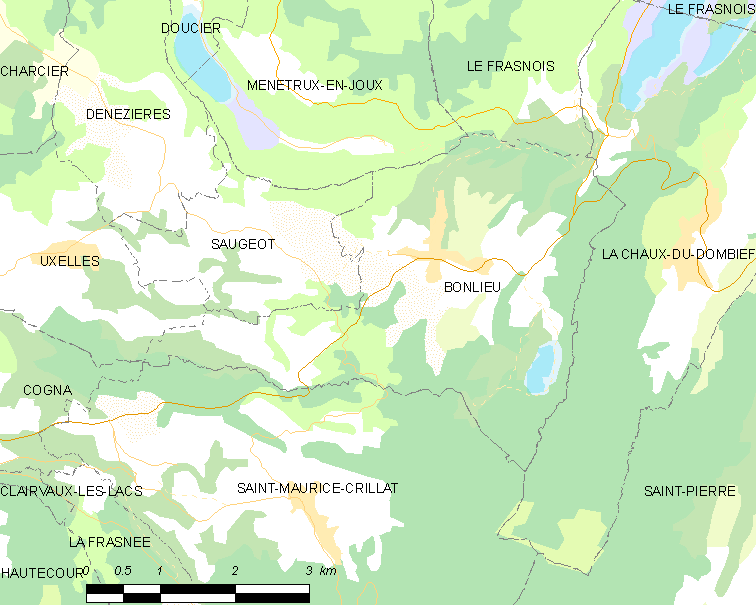

Bonlieu ist eine französische Gemeinde im Département Jura in der Region Bourgogne-Franche-Comté.

## Geographie
Bonlieu liegt auf 760 m, etwa 25 Kilometer ostsüdöstlich der Stadt Lons-le-Saunier (Luftlinie). Das Bauerndorf erstreckt sich im Jura, auf dem Hochplateau von Champagnole zwischen der Combe d’Ain im Westen und den Ketten des Hochjuras im Osten, im Quellgebiet des Baches Sirène.
Die Fläche des 13,05 km² großen Gemeindegebiets umfasst einen Abschnitt des französischen Juras. Der zentrale Teil des Gebietes wird von der Hochfläche von Bonlieu eingenommen, die durchschnittlich auf 780 m liegt. Diese leicht gewellte Hochfläche senkt sich gegen Westen langsam ab. Sie wird durch den Bach Sirène nach Westen zum Ain entwässert. Im Norden verläuft die Grenze teils entlang dem Bach Hérisson, teils auf der Oberkante des steil zum Tal abfallenden Hanges. Weit über die Region hinaus bekannt sind die 13 kleineren und größeren Wasserfälle des Hérisson.
Nach Osten erstreckt sich das Gemeindeareal in die Längsmulde von Ilay mit dem kleinen Lac de Bonlieu und dem Quellgebiet des Hérisson. Diese Mulde wird im Osten flankiert von einem dicht bewaldeten Steilhang, der teilweise von Felswänden überragt wird. Der Kamm bildet die östliche Abgrenzung des Gemeindegebietes; auf der Forêt de la Vallière wird mit 1023 m die höchste Erhebung von Bonlieu erreicht.
Zu Bonlieu gehören der Weiler Bouzailles (680 m) auf dem Plateau zwischen den Tälern von Sirène und Ronay sowie einige Einzelhöfe. Nachbargemeinden von Bonlieu sind Menétrux-en-Joux und Le Frasnois im Norden, La Chaux-du-Dombief im Osten, Saint-Maurice-Crillat im Süden sowie Uxelles und Saugeot im Westen.

## Geschichte
Am Anfang der Besiedlung der Region stand die Gründung des Kartäuserklosters Notre-Dame de Bonlieu durch Thibert de Montmoret im Jahr 1170 in der Mulde nördlich des Lac de Bonlieu. Das Kloster unterstand direkt der Grande Chartreuse. Zum Klosterbesitz gehörte das Gebiet zwischen La Chaux-du-Dombief und Denezières. Durch Pestepidemien im 14. Jahrhundert und durch Verwüstungen während verschiedener Kriege, vor allem im 17. Jahrhundert, hatte das Kloster schwer zu leiden. Zur Zeit der Französischen Revolution wurden die Klostergüter konfisziert. Das Kloster selbst wurde zu einer Waffenfabrik umgebaut. Im Rahmen der Kämpfe im Jahr 1944 wurden die noch bestehenden Gebäude von deutschen Truppen in Brand gesetzt und vollständig zerstört.
Die heutige Ortschaft Bonlieu hieß früher Petites Chiettes. Zu einer Gebietsveränderung kam es 1824, als das vorher selbständige Bouzailles nach Petites Chiettes eingemeindet wurde. Im Jahr 1888 wurde der offizielle Gemeindename von Petites Chiettes zu Bonlieu (in Anlehnung an das ehemalige Kartäuserkloster) geändert.

## Sehenswürdigkeiten
Die Dorfkirche Saint-Jean-Baptiste in Bonlieu wurde im 18. Jahrhundert erbaut. Sie beherbergt einen Teil der Ausstattung der ehemaligen Kirche des Kartäuserklosters, darunter ein Altarretabel aus vergoldetem Holz und das Chorgestühl. Vom Kloster sind nur noch wenige Überreste sichtbar; heute steht an seiner Stelle ein Hotel. Zu den Natursehenswürdigkeiten zählen der Lac de Bonlieu und die Wasserfälle des Hérisson.

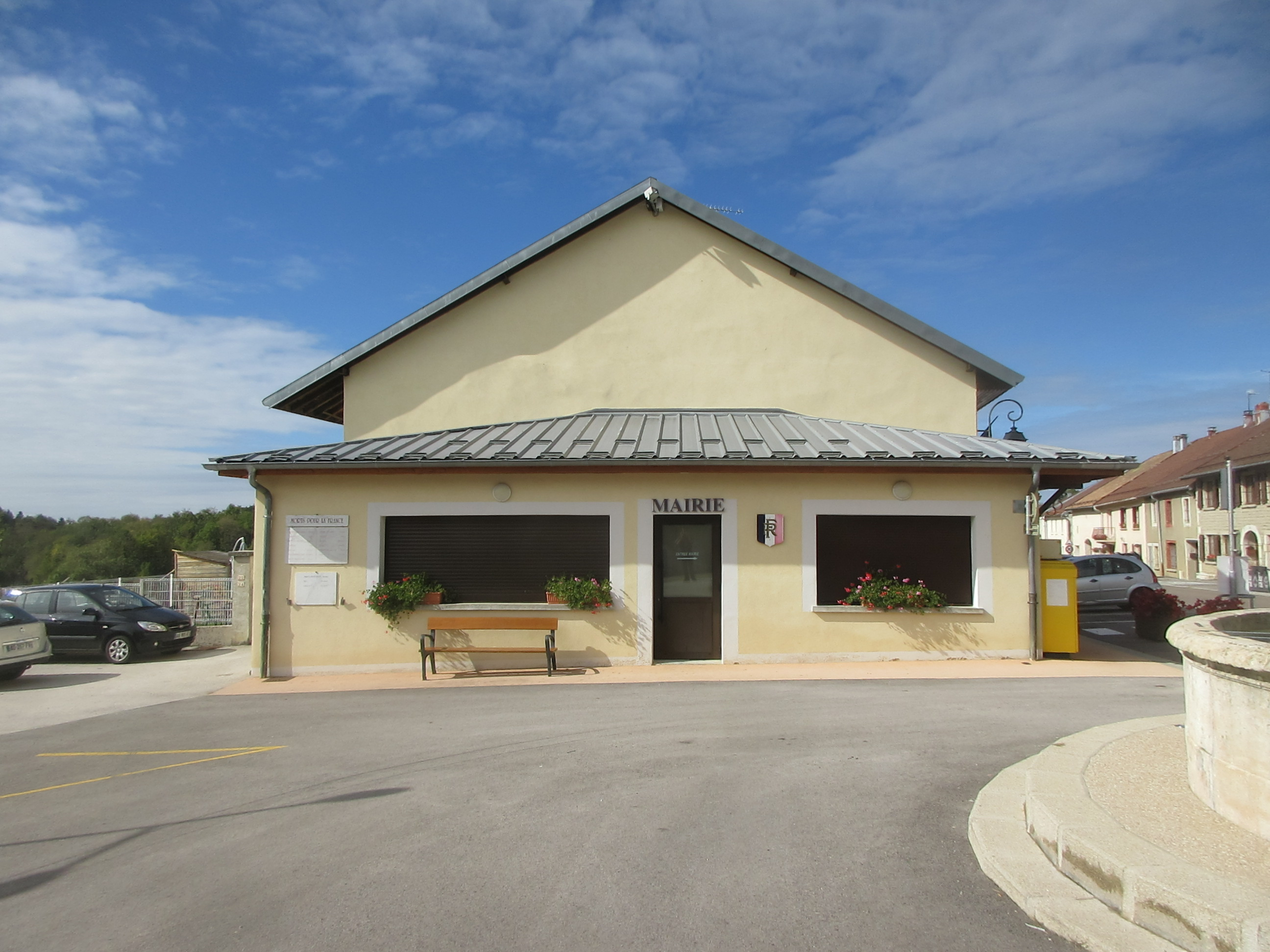
Mairie Bonlieu
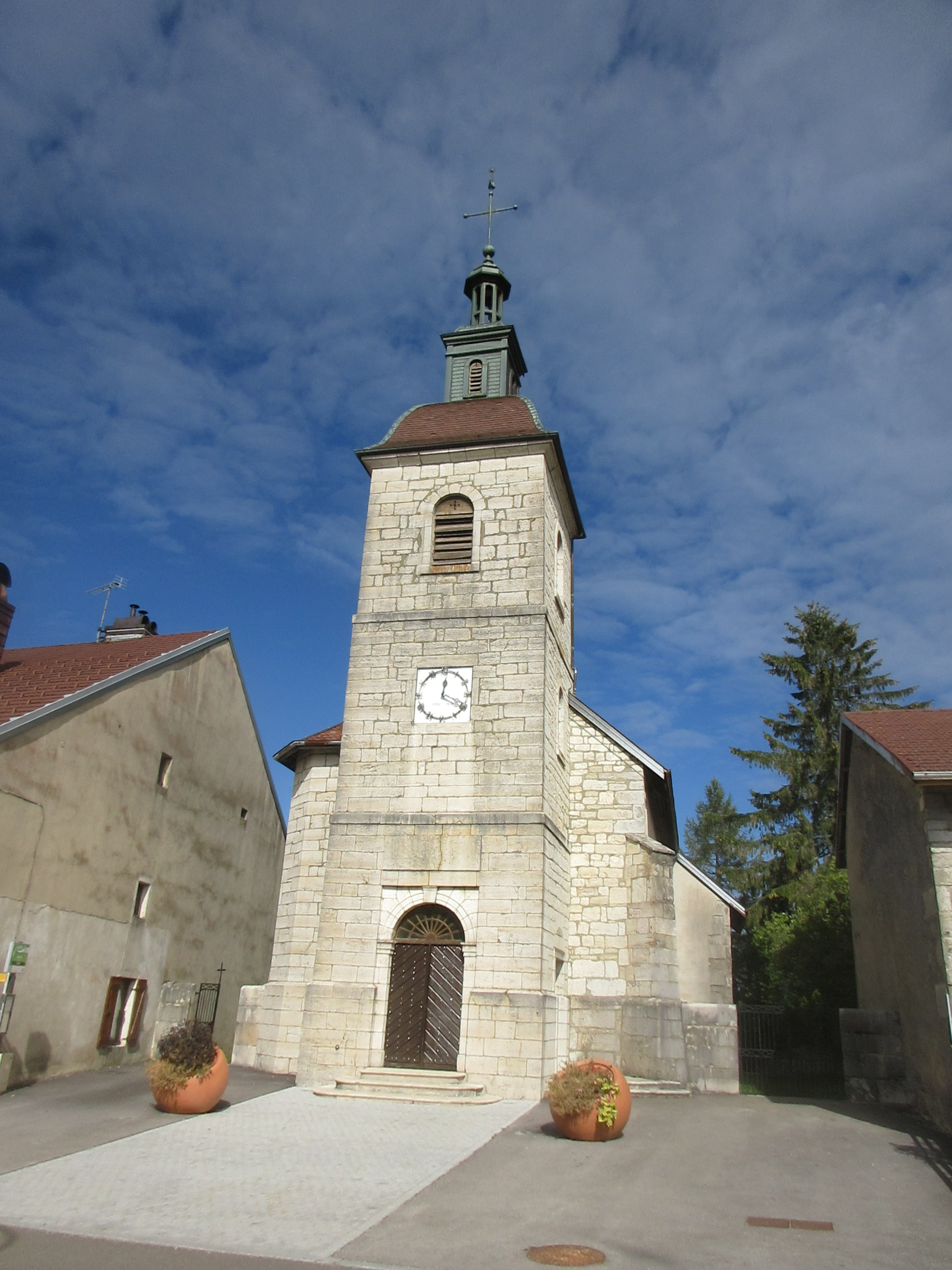
Kirche Saint-Jean-Baptiste
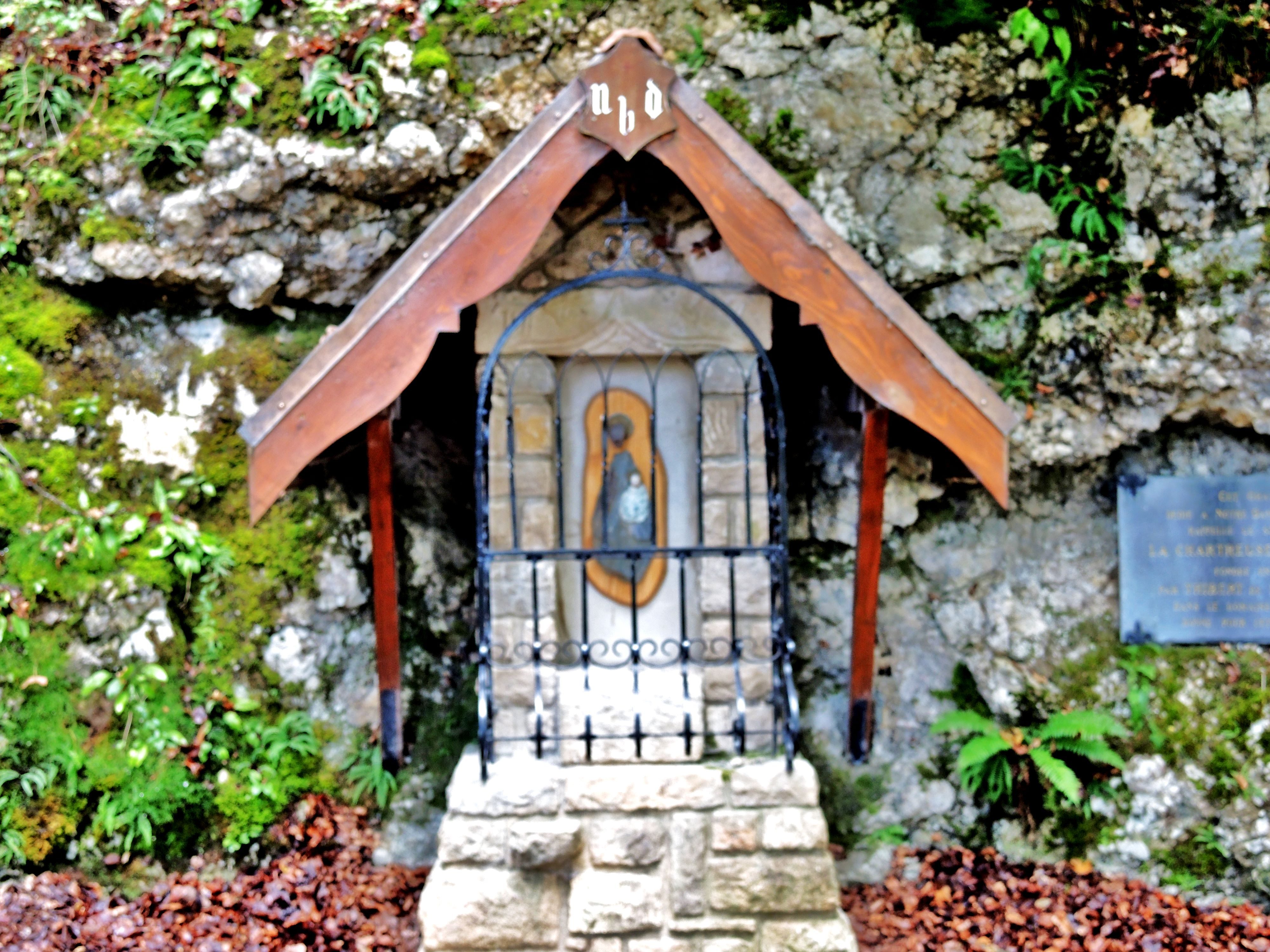
Oratorium Notre-Dame

## Bevölkerung
| Jahr                       | 1962 | 1968 | 1975 | 1982 | 1990 | 1999 | 2006 | 2018 |
| Einwohner                  | 213  | 195  | 170  | 158  | 206  | 225  | 238  | 263  |
| Quellen: Cassini und INSEE |      |      |      |      |      |      |      |      |

Mit 218 Einwohnern (Stand 1. Januar 2022) gehört Bonlieu zu den kleinen Gemeinden des Départements Jura. Nachdem die Einwohnerzahl in der ersten Hälfte des 20. Jahrhunderts markant abgenommen hatte (1881 wurden noch 486 Personen gezählt), wurde seit Beginn der 1980er Jahre wieder eine leichte Bevölkerungszunahme verzeichnet.

## Wirtschaft und Infrastruktur
Bonlieu war bis weit ins 20. Jahrhundert hinein ein vorwiegend durch die Landwirtschaft, insbesondere Viehzucht und Milchwirtschaft, sowie durch die Forstwirtschaft geprägtes Dorf. Daneben gibt es heute einige Betriebe des lokalen Kleingewerbes. Einige Erwerbstätige sind auch Wegpendler, die in den umliegenden größeren Ortschaften ihrer Arbeit nachgehen.
Die Ortschaft ist verkehrstechnisch recht gut erschlossen. Sie liegt an der ehemaligen Nationalstraße N 78 (heute in diesem Abschnitt D 678), die von Lons-le-Saunier nach Saint-Laurent-en-Grandvaux führt. Weitere Straßenverbindungen bestehen mit Saint-Maurice-Crillat und Saugeot.